# Theo Vonk
Theo Vonk (* 16. Dezember 1947 in Uitgeest) ist ein ehemaliger niederländischer Fußballspieler und -trainer.

## Spielerkarriere
Vonk spielte zehn Jahne für den AZ’67 Alkmaar. Sein Debüt gab er in der Spielzeit 1968/69. Mit dem Klub etablierte er sich unter den niederländischen Topvereinen. Auf seinen ersten nationalen Erfolg musste er allerdings bis 1978 warten. Damals, am 5. Mai 1978, erreichte der AZ’67 das Endspiel um den KNVB-Pokal. Dort stand man Ajax Amsterdam gegenüber, die das Team mit 1:0 durch einen Treffer von Van Rijnsoever bezwingen konnte. Nach diesem Erfolg wechselte Vonk für ein Jahr zum FC Volendam. Nach Platz sieben in der Eredivisie beendete er seine aktive Karriere als Fußballer.

## Trainerkarriere
Nach seiner aktiven Karriere kehrte Vonk zum AZ Alkmaar zurück. Dort war er für fünf Jahre Co-Trainer und assistierte George Kessler, Hans Eijkenbroek und Piet de Visser. Zur Saison 1984/85 erhielt er schließlich die Möglichkeit, Chefcoach bei Sparta Rotterdam zu werden. In seiner ersten Spielzeit erreichte die Mannschaft den vierten Platz. Bis heute (Stand: 2009) wurde nie wieder eine bessere Platzierung erspielt. Im Jahr darauf reichte es nur noch zu Rang sieben.
1987 unterzeichnete Vonk beim Ligakonkurrenten FC Twente Enschede. Dort hatte er fünf erfolgreiche Jahre, erreichte dreimal in Folge den 3. Platz (1988–1990) und qualifizierte sich mit dem Klub in den Saisons 1990/91 und 1991/92 für den UEFA-Pokal. Titel wurden allerdings nicht gewonnen. Im Sommer 1992 trennte sich beide Parteien wieder. Darauf entschied sich Vonk ins Ausland zu gehen. Der spanische Klub Real Burgos, damals in der Primera División, verpflichtete den Fußballlehrer. Als der Klub wirtschaftliche Probleme bekam und ein Zwangsabstieg in die dritte Liga beschlossen war, zog es Vonk wieder in die Niederlande.
Nach einem kurzen Auftritt beim FC Groningen, engagierte ihn sein Heimatverein, inzwischen in AZ Alkmaar umbenannt, der nur noch zweitklassig war. 1996 schaffte der Klub Platz eins in der Eerste Divisie und stieg in die Eredivisie auf. Doch dieser Erfolg währte nur kurz und man fand sich schnell im Tabellenkeller wieder. So kam es, dass Vonk entlassen und übergangsweise von Martin Haar ersetzt wurde. Der Klub stieg später wieder ab.
Es folgten weitere Trainerbeschäftigungen bei Roda Kerkrade (März bis Juni 1998) und Heracles Almelo. 2000 besetzte Vonk den Managerposten beim FC Twente Enschede, hielt diesen aber nur kurzzeitig inne. Zwischenzeitlich arbeitete er als Scout für verschiedene europäische Vereine (u. a. West Ham United). Zwischen 2003 und 2004 betreute er die Mannschaft von Eintracht Nordhorn. Ende des Jahres 2004 trat er nach Meinungsverschiedenheiten mit dem Vorstand als Trainer der Eintracht zurück. 2007 zog es ihn erneut nach Enschede, wo er Cheftrainer der Reservemannschaft wurde. 2008 stieg er mit dem Team aus der Zondag hoofdklasse C, der höchsten Klasse für niederländische Amateurteams, ab.

## Erfolge
- KNVB-Pokal mit AZ’67 Alkmaar: 1978 (als Spieler)
- Aufstieg in die Eredivisie mit AZ Alkmaar: 1996 (als Trainer)